# Calymperes beccarii
Calymperes beccarii là một loài rêu trong họ Calymperaceae. Loài này được Hampe mô tả khoa học đầu tiên năm 1872.